# 菱葉柿
菱葉柿又名老鸦柿（学名：Diospyros rhombifolia）为柿樹科柿屬下的一个种。

## 扩展阅读
- 維基物種上的相關：菱葉柿